# Ордынцы (Хмельницкая область)
Ордынцы (укр. Ординці) — село в Теофипольском районе Хмельницкой области Украины.
Население по переписи 2001 года составляло 424 человека. Почтовый индекс — 30646. Телефонный код — 3844. Занимает площадь 1,304 км². Код КОАТУУ — 6824785501.

## Местный совет
30646, Хмельницкая область, Теофипольский район, с. Ордынцы, ул. Верхние Усадьбы, д. 2, тел. 9-91-50.